# Microcnemum coralloides
Microcnemum coralloides là loài thực vật có hoa thuộc họ Dền. Loài này được (Loscos & J.Pardo) Font Quer mô tả khoa học đầu tiên năm 1925.